# Torri Webster
Torri Webster (ur. 12 sierpnia 1996 w San Diego) – amerykańska aktorka i tancerka, najbardziej znana z roli Tess Foster z serialu Tess kontra chłopaki.

## Filmografia[1]
| Tytuł                     | Rola         | Rok  |
| ------------------------- | ------------ | ---- |
| The Town Christmas Forgot | Trish Benson | 2010 |
| Tess kontra chłopaki      | Tess Foster  | 2011 |
| Jesus Henry Christ        | Dziewczyna   | 2012 |
| Królestwo Tamtych         | PeaseBlossom | 2016 |